# Nikoli
Nikoli, japanska ニコリ, är ett japanskt förlag som ägnar sig främst åt rena logikspel. Samtidigt är det smeknamnet på förlagets sedan 1980 kvartalsvis utkommande tidskrift Puzzle Communication Nikoli, den första tidskriften i sitt slag i Japan.
Företaget har utvecklat en lång rad egna logikspel, som Heyawake, Hitori, Loop the Loop och Light up, men även vidareutvecklat spel från andra håll. Exempel på den senare typen av spel är Sudoku och Kakuro, som fick sin popularitet först sedan Nikoli publicerat dem.
En viktig egenskap hos de flesta av de logikspel som Nikoli utvecklat eller vidareutvecklat är att de inte är kulturellt bundna. Man behöver varken språkkunskaper eller för landet typisk allmänbildning för att använda spelen – bara logiskt tänkande. Därmed kan Nikoli leverera till exempel kakuro- och sudokuproblem inte bara till japanska media utan till tidningar och tidskrifter över hela världen, även svenska sådana.
Företaget har i dag sexton anställda.